# Paradis (Louisiana)
Paradis és una població dels Estats Units a l'estat de Louisiana. Segons el cens del 2000 tenia 1.252 habitants.

## Demografia
Segons el cens del 2000, Paradis tenia 1.252 habitants, 438 habitatges, i 342 famílies. La densitat de població era de 369 habitants/km².
Dels 438 habitatges en un 43,2% hi vivien nens de menys de 18 anys, en un 59,8% hi vivien parelles casades, en un 12,1% dones solteres, i en un 21,7% no eren unitats familiars. En el 16% dels habitatges hi vivien persones soles el 5,9% de les quals corresponia a persones de 65 anys o més que vivien soles. El nombre mitjà de persones vivint en cada habitatge era de 2,86 i el nombre mitjà de persones que vivien en cada família era de 3,19.
Per edats la població es repartia de la següent manera: un 30,4% tenia menys de 18 anys, un 9,9% entre 18 i 24, un 32,6% entre 25 i 44, un 18,5% de 45 a 60 i un 8,6% 65 anys o més.
L'edat mediana era de 33 anys. Per cada 100 dones de 18 o més anys hi havia 92,3 homes.
La renda mediana per habitatge era de 36.912 $ i la renda mediana per família de 37.500 $. Els homes tenien una renda mediana de 32.143 $ mentre que les dones 27.143 $. La renda per capita de la població era de 17.861 $. Entorn del 5,7% de les famílies i el 7,7% de la població estaven per davall del llindar de pobresa.

## Poblacions més properes
El següent diagrama mostra les poblacions més properes.